# 萬能車
《萬能車》（原題：Supercar）是科幻人偶影集，由傑瑞·安德森（Gerry Anderson）的AP FILM製作，ITC發行，於英國联合电视（Associated TeleVision）在1961年1月28日至1962年4月29日播出，全2季，共39集。台灣於1964年（民國53年）1月5日至9月27日間，於每週日下午時段在台視播出。本片為黑白攝製作品。

## 故事
萬能車為噴射飛機、火箭、原子潛艇和跑車的結合，體型小巧玲瓏，能飛上太空，也可潛入水底，劇中主角們將乘著它昇天入地、來去自如地展開一連串冒險。

## 主要角色
- 麥克·馬丘里（Mike Mercury）

萬能車的司機。
- 吉米·吉伯遜（Jimmy Gibson）

一位10歲小孩，夢寐以求長大後能夠像哥哥一樣優秀傑出。
- 米猴子（Mitch）

吉米所飼養的淘氣小靈猴。
- 畢博士（Dr Beaker）

- 卜教授（Professor Popkiss）

- 比爾·吉伯遜（Bill Gibson）

吉米的兄長，是位久負盛譽的飛行員。

### 敵對人物
- 大間諜[1]（Masterspy）

數度與萬能車團隊交手鬥法的歹徒。
- 查林[1]（Zarin）

大間諜的手下。

## 主要裝備
- 萬能車（Supercar）

車上帶有八枚火箭，能夠隨時以電力發射出去，並可由駕駛人駕駛或藉助「控制系統」從基地操縱，不論在空中、地上、水上、水中，速度驚人，在地上全速行走時，底不著地，令人叫絕。

## 劇集列表
※以下排列為最初於英國首播之際的順序；在台灣放映時電視台有再自行施以調整。

### 第一季
| 英國 | 英國                      | 英國          | 台灣       |
| 集序 | 原題                      | 播映日        | 台視標題   |
| ---- | ------------------------- | ------------- | ---------- |
| 1    | Rescue                    | 1961年1月28日 | 見義勇為   |
| 2    | False Alarm               | 1961年2月4日  | 假警報     |
| 3    | The Talisman Of Sargon    | 1961年2月11日 | 古國異寶   |
| 4    | What Goes Up              | 1961年2月18日 |            |
| 5    | Amazonian Adventure       | 1961年2月25日 | 蠻荒歷險記 |
| 6    | Grounded                  | 1961年3月4日  | 飛車捉賊記 |
| 7    | Keep It Cool              | 1961年3月11日 | 冷凍的炸藥 |
| 8    | Jungle Hazard             | 1961年3月18日 | 叢林歷險記 |
| 9    | High Tension              | 1961年3月25日 | 千均一髮   |
| 10   | Island Incident           | 1961年4月1日  | 海島風雲   |
| 11   | Ice-Fall                  | 1961年4月8日  | 冰瀑布     |
| 12   | Phantom Piper             | 1961年4月15日 | 鬼影幢幢   |
| 13   | Pirate Plunder            | 1961年4月22日 | 海上伏兇   |
| 14   | A Little Art              | 1961年4月29日 | 名畫風波   |
| 15   | Flight Of Fancy           | 1961年5月6日  | 夢境幻遊   |
| 16   | Deep Seven                | 1961年5月13日 | 深海探險記 |
| 17   | Hostage                   | 1961年5月20日 | 綁架案     |
| 18   | The Sunken Temple         | 1961年5月27日 | 海底古廟   |
| 19   | The Lost City             | 1961年6月3日  | 古城奇遇記 |
| 20   | Trapped In The Depths     | 1961年6月10日 | 海底驚魂   |
| 21   | The Dragon Of Ho Meng     | 1961年6月17日 | 飛天神龍   |
| 22   | The Magic Carpet          | 1961年6月24日 | 魔毯       |
| 23   | Supercar "Take One"       | 1961年7月1日  | 攝影記     |
| 24   | Crash Landing             | 1961年7月8日  | 墜機記     |
| 25   | The Tracking Of Masterspy | 1961年7月15日 | 追踪       |
| 26   | The White Line            | 1961年7月22日 | 車禍大劫案 |

### 第二季
| 英國 | 英國                          | 英國          | 台灣       |
| 集序 | 原題                          | 播映日        | 台視標題   |
| ---- | ----------------------------- | ------------- | ---------- |
| 27   | The Runaway Train             | 1962年2月2日  | 原子火車   |
| 28   | Precious Cargo                | 1962年2月11日 | 寶貴的貨物 |
| 29   | Operation Superstork          | 1962年2月18日 | 氣球歷險記 |
| 30   | Hi-Jack                       | 1962年2月25日 | 空中大劫案 |
| 31   | Calling Charlie Queen         | 1962年3月4日  | 查理女王   |
| 32   | Space For Mitch               | 1962年3月11日 | 太空遊記   |
| 33   | Atomic Witch Hunt             | 1962年3月18日 | 原子間諜   |
| 34   | 70-B-Lo                       | 1962年3月25日 | 零下七十度 |
| 35   | The Sky's The Limit           | 1962年4月1日  | 晴空萬里   |
| 36   | Jail Break                    | 1962年4月8日  | 逃獄驚魂   |
| 37   | The Day That Time Stood Still | 1962年4月15日 | 麥克的生日 |
| 38   | Transatlantic Cable           | 1962年4月22日 | 越洋電話   |
| 39   | King Kool                     | 1962年4月29日 | 真假神猴   |

## 相關作品
以下均為傑瑞·安德森於1960～70年代所製作的超級人偶劇（Supermarionation）系列。
- 《雷霆機》（Fireball XL5）
- 《霹靂艇》（Stingray）
- 《雷鳥神機隊》（Thunderbirds）
- 《超空人》（Captain Scarlet and the Mysterons）
- 《小飛諜》（Joe 90）
- 《袖珍密諜》（The Secret Service）

## 延伸閱讀
- 雷霆發威

## 外部連結
- 互联网电影数据库（IMDb）上《萬能車》的资料（英文）
- 在Discogs上的《萬能車》（发行列表） – "Flight of Fancy"剧集记录